# Re Start〜明日へ〜
「Re Start ～明日へ～」（リ・スタート～あしたへ～）は、麻美ゆまの通算2作目のシングル。

## 概要
- 日本テレビ系バラエティ「㊙荷物! 開封バラエティー ビックラコイタ箱」2015年5月度エンディング・テーマ。
- 「麻美ゆま」名義のシングルとしては、通算2枚目だが、本作品がソロ歌手としての本格的なデビューシングルと位置付けられている[1]。
- 東方神起やBuono!等に楽曲提供している、音楽プロデューサー井上慎二郎がプロデュースを担当。
- CDのみの通常盤(PCCA-70437)、CD+フォトブック+スペシャルパッケージ仕様の初回限定盤A(PCCA-04216)、CD+DVD仕様の初回限定盤B(PCCA-04217)の3仕様で発売された。
- 全仕様共通特典として、イベント参加チケットを封入。

## 作品内容

### CD
1. Re Start 〜明日へ〜
作詞：麻美ゆま、Kelly
作曲：麻美ゆま、井上慎二郎
編曲：井上慎二郎
2. うらはらLove!
作詞：井上トモノリ
作曲・編曲：井上慎二郎
3. Re Start 〜明日へ〜 (Acoustic version)
初回限定盤A・Bのみ収録
作詞：麻美ゆま、Kelly
作曲：麻美ゆま、井上慎二郎
編曲：井上慎二郎、Mamoru.S
4. Re Start 〜明日へ〜 (Instrumental)
5. うらはらLove! (Instrumental)

### DVD (初回限定盤B)
1. Re Start 〜明日へ〜 (Music Video)
2. ジャケット撮影メイキング映像
3. Re Start～明日へ～ (Music Video Making)